# Ronde van Spanje 2019/Vijftiende etappe
De vijftiende etappe van de Ronde van Spanje 2019 werd verreden op 8 september tussen Tineo en Santuario del Acebo. De etappe ging over vier pittige beklimmingen en finishte op de zwaarste van de vier: de Santuario del Acebo (7,9 kilometer à 9,7%). Vluchter Sepp Kuss was de beste van de vluchters en pakte de etappezege. 
| Tineo – Santuario del Acebo (154,4 km) |                    |                               |          |
| Plaats                                 | Naam               | Ploeg                         | Tijd     |
| 1                                      | Sepp Kuss          | Team Jumbo-Visma              | 4u19'04" |
| 2                                      | Ruben Guerreiro    | Team Katjoesja Alpecin        | + 39"    |
| 3                                      | Tao Geoghegan Hart | Team INEOS                    | + 40"    |
| 4                                      | Óscar Rodríguez    | Euskadi Basque Country-Murias | + 53"    |
| 5                                      | Mark Padoen        | Bahrain-Merida                | + 1'49"  |
| 6                                      | Ben O'Connor       | Team Dimension Data           | + 2'05"  |
| 7                                      | Lawson Craddock    | EF Education First            | + 2'11"  |
| 8                                      | Primož Roglič      | Team Jumbo-Visma              | + 2'14"  |
| 9                                      | Alejandro Valverde | Movistar Team                 | z.t.     |
| 10                                     | Sander Armée       | Lotto Soudal                  | + 2'48"  |
|                                        |                    |                               |          |
| 16                                     | Wilco Kelderman    | Team Sunweb                   | + 3'50"  |

| Algemeen klassement |                     |                   |           |
| Plaats              | Naam                | Ploeg             | Tijd      |
| Rode trui           | Primož Roglič       | Team Jumbo-Visma  | 58u10'32" |
| 2                   | Alejandro Valverde  | Movistar Team     | + 2'25"   |
| 3                   | Tadej Pogačar       | UAE Team Emirates | + 3'42"   |
| 4                   | Miguel Ángel López  | Astana Pro Team   | + 3'59"   |
| 5                   | Nairo Quintana      | Movistar Team     | + 5'09"   |
| 6                   | Rafał Majka         | BORA-hansgrohe    | + 7'14"   |
| 7                   | Nicolas Edet        | Cofidis           | + 9'08"   |
| 8                   | Wilco Kelderman     | Team Sunweb       | + 9'15"   |
| 9                   | Carl Fredrik Hagen  | Lotto Soudal      | + 9'44"   |
| 10                  | Hermann Pernsteiner | Bahrain-Merida    | + 11'39"  |
|                     |                     |                   |           |
| 13                  | Dylan Teuns         | Bahrain-Merida    | + 15'14"  |

1e etappe ·
2e etappe ·
3e etappe ·
4e etappe ·
5e etappe ·
6e etappe ·
7e etappe ·
8e etappe ·
9e etappe ·
10e etappe ·
11e etappe ·
12e etappe ·
13e etappe ·
14e etappe ·
15e etappe ·
16e etappe ·
17e etappe ·
18e etappe ·
19e etappe ·
20e etappe ·
21e etappe
Startlijst · Eindstanden · Afbeeldingen